# ثعابين دودة الأرض
ثعابين عمياء أو ثعابين خيطية أو ثعابين دودة الأرض (الاسم العلمي: Scolecophidia)، تحت رتبة من الثعابين. يتراوح طولها بين 10 و100 سم (3.9 إلى 39.4 بوصة). جميعها أحفورية (أي تحفر في الأرض). تضم خمس فصائل و39 جنس.